# Aérodrome de Raivavae
L’aérodrome de Raivavae est situé sur l'atoll de Raivavae dans l'archipel des Australes en Polynésie française. Il est localisé à proximité du village de Rairua. Il a été construit en gagnant du terrain sur la mer.

## Compagnies et destinations
Il est relié à l'aéroport international de Tahiti Fa'a'ā à raison de cinq ou six rotations hebdomadaires réparties sur trois jours par semaine. Le temps de trajet varie de 1h50 à 3h00 en fonction du nombre d'escales.
| Compagnies | Destinations                |
| ---------- | --------------------------- |
| Air Tahiti | Tahiti-Faaa, Rurutu, Tubuai |

Édité le 04/02/2020

## Situation
| Nengo-Nengo Marutea-Sud Nukutepipi Ahe Anaa Apataki Arutua Hiva Oa Bora-Bora Tahiti-Fa'a'ā Faaite Fakarava Fangatau Hao Fakahina Hikueru Huahine Kaukura Katiu Kauehi Makemo Manihi Mataiva Maupiti Moorea Napuka Niau Nuku Hiva Nukutavake Puka-Puka Pukarua Raiatea Raivavae Rangiroa Raroia Reao Rimatara Rurutu Takapoto Takaroa Takume Tatakoto Tikehau Totegegie Tubuai Tureia Ua Huka Ua Pou Vahitahi |

## Données de trafic
Pour des raisons techniques, il est temporairement impossible d'afficher le graphique qui aurait dû être présenté ici.

Voir la requête brute et les sources sur Wikidata.